# Diocesi di Austin
La diocesi di Austin (in latino Dioecesis Austiniensis) è una sede della Chiesa cattolica negli Stati Uniti d'America suffraganea dell'arcidiocesi di Galveston-Houston. Nel 2023 contava 701.301 battezzati su 3.669.591 abitanti. La sede è vacante, in attesa che il vescovo eletto Daniel Elias Garcia ne prenda possesso.

## Territorio
La diocesi comprende 24 contee del Texas, negli Stati Uniti d'America: Bastrop, Bell, Blanco, Brazos, Burleson, Burnet, Caldwell, Coryell, Falls, Hamilton, Hays, Lampasas, Lee, Limestone, Llano, Mason, McLennan, Milam, Mills, Robertson, San Saba, Travis, Washington e Williamson. Comprende inoltre la parte della contea di Fayette a nord del fiume Colorado.
Sede vescovile è la città di Austin, dove si trova la cattedrale di Santa Maria (Saint Mary's Cathedral).
Il territorio si estende su 54.561 km² ed è suddiviso in 102 parrocchie.

## Storia
La diocesi è stata eretta il 15 novembre 1947 con la bolla Ad animarum bonum di papa Pio XII, ricavandone il territorio dalle diocesi di Dallas e di Galveston (oggi arcidiocesi di Galveston-Houston) e dall'arcidiocesi di San Antonio, di cui era originariamente suffraganea.
Il 19 ottobre 1961 ha ceduto una porzione del suo territorio a vantaggio dell'erezione della diocesi di San Angelo.
Nel dicembre del 1989 ha ceduto tre parrocchie alla diocesi di Victoria in Texas.
Il 29 dicembre 2004 è entrata a far parte della provincia ecclesiastica di Galveston-Houston.

## Cronotassi dei vescovi
Si omettono i periodi di sede vacante non superiori ai 2 anni o non storicamente accertati.
- Louis Joseph Reicher † (29 novembre 1947 - 15 novembre 1971 ritirato)
- Vincent Madeley Harris † (15 novembre 1971 succeduto - 25 febbraio 1985 dimesso)
- John Edward McCarthy † (19 dicembre 1985 - 2 gennaio 2001 dimesso)
- Gregory Michael Aymond (2 gennaio 2001 succeduto - 12 giugno 2009 nominato arcivescovo di New Orleans)
- Joe Steve Vásquez (26 gennaio 2010 - 20 gennaio 2025 nominato arcivescovo di Galveston-Houston)
- Daniel Elias Garcia, dal 2 luglio 2025

## Statistiche
La diocesi nel 2023 su una popolazione di 3.669.591 persone contava 701.301 battezzati, corrispondenti al 19,1% del totale.
| anno | popolazione | popolazione | popolazione | presbiteri | presbiteri | presbiteri | presbiteri                | diaconi | religiosi | religiosi | parrocchie |
| anno | battezzati  | totale      | %           | numero     | secolari   | regolari   | battezzati per presbitero | diaconi | uomini    | donne     | parrocchie |
| ---- | ----------- | ----------- | ----------- | ---------- | ---------- | ---------- | ------------------------- | ------- | --------- | --------- | ---------- |
| 1950 | 78.662      | 810.640     | 9,7         | 98         | 56         | 42         | 802                       |         | 60        | 205       | 55         |
| 1959 | 117.512     | 874.677     | 13,4        | 132        | 83         | 49         | 890                       |         | 161       | 238       | 109        |
| 1966 | 129.825     | 820.109     | 15,8        | 158        | 97         | 61         | 821                       |         | 130       | 246       | 77         |
| 1970 | 138.224     | 835.376     | 16,5        | 160        | 92         | 68         | 863                       |         | 128       | 253       | 78         |
| 1976 | 139.080     | 939.600     | 14,8        | 148        | 92         | 56         | 939                       |         | 97        | 210       | 81         |
| 1980 | 147.867     | 1.029.900   | 14,4        | 144        | 93         | 51         | 1.026                     | 5       | 81        | 190       | 84         |
| 1990 | 210.431     | 1.727.000   | 12,2        | 163        | 103        | 60         | 1.290                     | 63      | 104       | 131       | 126        |
| 1999 | 350.000     | 1.915.392   | 18,3        | 168        | 117        | 51         | 2.083                     | 149     | 38        | 118       | 95         |
| 2000 | 350.000     | 2.028.391   | 17,3        | 170        | 116        | 54         | 2.058                     | 149     | 108       | 119       | 126        |
| 2001 | 400.000     | 2.077.192   | 19,3        | 217        | 124        | 93         | 1.843                     | 181     | 96        | 108       | 127        |
| 2002 | 400.156     | 2.056.550   | 19,5        | 179        | 126        | 53         | 2.235                     | 177     | 98        | 108       | 126        |
| 2003 | 401.541     | 2.178.507   | 18,4        | 188        | 140        | 48         | 2.135                     | 173     | 96        | 102       | 127        |
| 2004 | 401.842     | 2.300.863   | 17,5        | 205        | 157        | 48         | 1.960                     | 191     | 97        | 102       | 101        |
| 2006 | 422.006     | 2.397.028   | 17,6        | 209        | 155        | 54         | 2.019                     | 187     | 104       | 102       | 125        |
| 2012 | 518.940     | 2.809.636   | 18,5        | 239        | 176        | 54         | 2.256                     | 210     | 97        | 97        | 101        |
| 2015 | 558.329     | 3.022.897   | 18,5        | 209        | 160        | 49         | 2.671                     | 213     | 91        | 89        | 102        |
| 2018 | 598.292     | 3.239.259   | 18,5        | 218        | 164        | 54         | 2.744                     | 235     | 91        | 78        | 102        |
| 2020 | 625.255     | 3.385.248   | 18,5        | 225        | 177        | 48         | 2.778                     | 252     | 78        | 84        | 102        |
| 2022 | 692.639     | 3.624.632   | 19,1        | 222        | 168        | 54         | 3.119                     | 237     | 83        | 79        | 100        |
| 2023 | 701.301     | 3.669.591   | 19,1        | 218        | 169        | 49         | 3.216                     | 241     | 76        | 80        | 102        |